# Henry Ponsonby
Henry Frederick Ponsonby (10 décembre 1825 - 21 novembre 1895) est un militaire britannique et un fonctionnaire de la cour royale qui est secrétaire privé de la reine Victoria.

## Biographie
Né à Corfou, il est le fils du major-général Frederick Cavendish Ponsonby, un noble anglo-irlandais qui est un commandant en chef de l'armée britannique.
Il entre dans l'armée le 27 décembre 1842 en tant qu'enseigne dans le Royal Berkshire Regiment. Transféré aux Grenadier Guards, il devient lieutenant le 16 février 1844, capitaine le 18 juillet 1848 et major le 19 octobre 1849. De 1847 à 1858, il est aide de camp de George Villiers, 4e comte de Clarendon et Edward Eliot, 3e comte de St Germans, successivement Lord lieutenant d'Irlande. Il sert pendant les campagnes de Crimée de 1855–1856, devenant lieutenant-colonel le 31 août 1855; pour l'action avant Sébastopol, il reçoit une médaille avec fermoir, la médaille turque et l'Ordre du Médjidié de 3e classe. Après la paix, il est nommé écuyer d'Albert, Prince Consort, qui appréciait grandement ses services. Le 2 août 1860, il devient colonel et, en 1862, après la mort du prince, il est envoyé au Canada comme commandant d'un bataillon des Grenadier Guards qui était stationné dans la colonie pendant la guerre de Sécession. Le 6 mars 1868, il devient major-général.
Ponsonby a embelli des lettres à ses enfants à Eton avec une série d'illustrations dans lesquelles il a caché l'adresse de l'école. C'était une bizarrerie familiale poursuivie par son fils, Arthur Ponsonby, et récemment relancée par la descendante Harriet Russell. Ses lettres portaient des adresses apparaissant comme des panneaux gribouillés dans les tempêtes de neige ou comme d'énormes enveloppes épaulées par de minuscules personnes.
Il est Gardien de la bourse privée et secrétaire privé de la reine Victoria. Sa nomination a lieu le 8 avril 1870, après la mort de l'ancien secrétaire général privé Charles Grey (officier), qui est "un fils du comte Grey, le Premier ministre" à l'époque et qui est "l'oncle Charles" de l'épouse Mary Ponsonby. Arthur et Mary Ponsonby contribuent sous pseudonyme aux magazines et journaux de l'époque.
Le 6 janvier 1895, il subit une attaque de paralysie; en mai, il se retire de ses postes et, le 21 novembre, il meurt à East Cowes sur l'île de Wight. Il est enterré à Whippingham.

## Famille

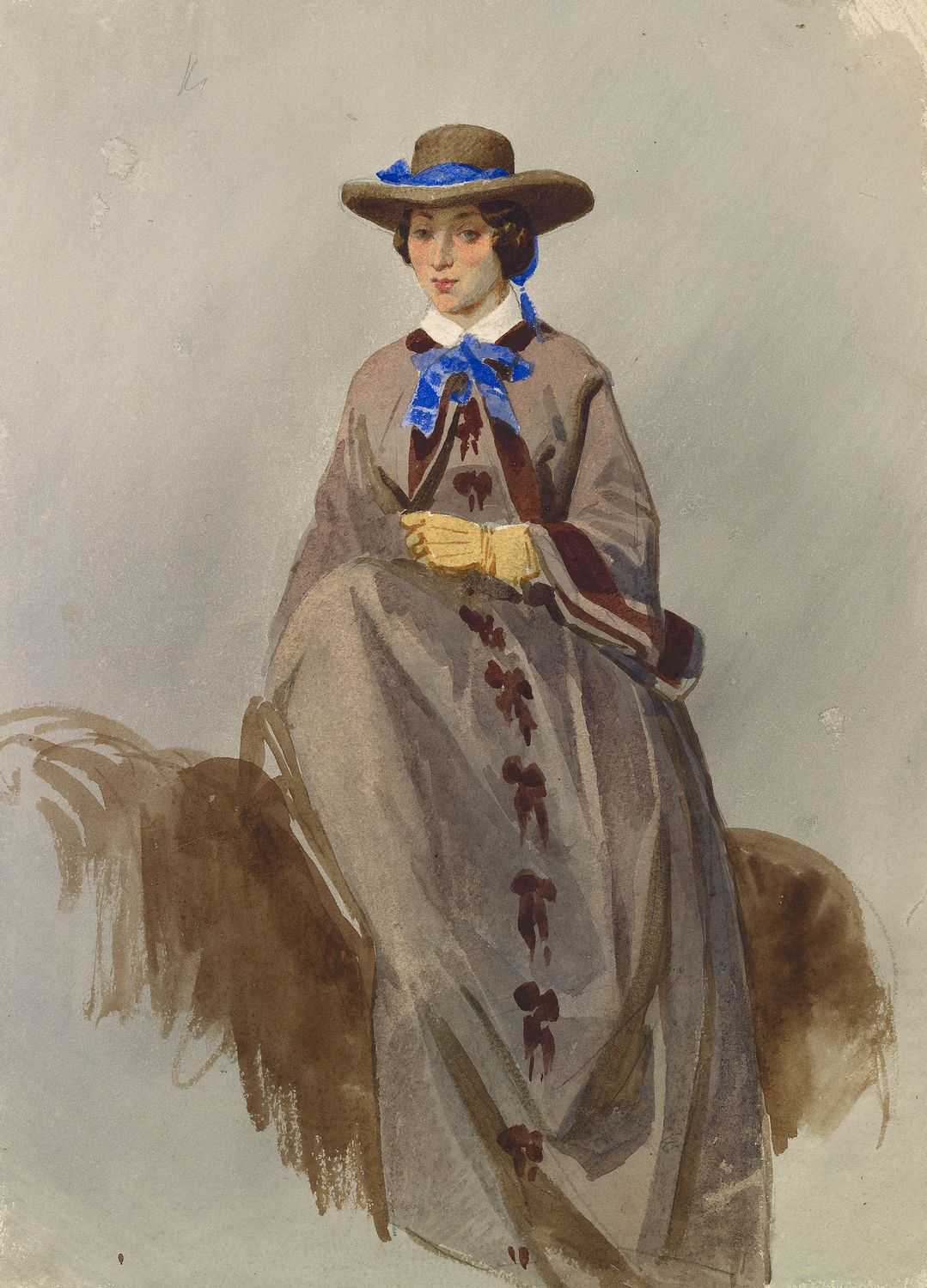
Mary Elizabeth Bulteel, Lady Ponsonby

Le 30 avril 1861, Ponsonby épouse Mary Elizabeth Bulteel, demoiselle d'honneur de la reine Victoria et fille de John Crocker Bulteel (1793–1843). Le couple a cinq enfants:
- Alberta Victoria Ponsonby (6 mai 1862 - 15 octobre 1945)
- Madeleine Ponsonby (24 juin 1864 - 1er juillet 1934)
- John Ponsonby (général) (25 mars 1866 - 26 mars 1952)
- Frederick Ponsonby (1er baron Sysonby) (16 septembre 1867 - 20 octobre 1935)
- Arthur Ponsonby, 1er baron Ponsonby de Shulbrede (16 février 1871 - 24 mars 1946)

Caroline Lamb (née Ponsonby), la sœur de son père, épouse Lord Melbourne, un conseiller crucial de la reine Victoria pendant ses premières années sur le trône.
Son fils Arthur écrit une biographie de lui qui remporte le Prix James Tait Black en 1942: Henry Ponsonby, secrétaire privé de la reine Victoria: sa vie d'après ses lettres .
Dans La Dame de Windsor, il est interprété par Geoffrey Palmer dont l'amie proche et la co-star fréquente, Dame Judi Dench, a joué la reine Victoria. Dans le film Victoria & Abdul, il a été interprété par Tim Pigott-Smith .